# دیپ واتر (ویرجینیای غربی)
دیپ واتر(به انگلیسی: Deep Water) شهری در ایالت ویرجینیای غربی کشور ایالات متحده آمریکا است که جمعیت آن در سرشماری سال ۲۰۱۰ میلادی، ۲۸۰ نفر بوده است.